# ヤンテの掟
ヤンテの掟（デンマーク語: janteloven、英語: Law of Jante）とは、デンマークに生まれ1930年にノルウェーに移住したアクセル・サンデモーセの小説『逃亡者はおのが轍を横切るEn flyktning krysser sitt spor』（1933年初版、1955年改版）に挿入される架空の戒法。「ヤンテ（ヤンデ）」とは作中に登場する架空の村の名前であり、サンデモーセの故郷であるモースー島（Morsø）の町ニュークービング（Nykøbing）がモデルになっている。ドイツ語版（2019年）の巻末に付されたエスペン・ホーヴァルスホルムの解題によると、ヤンテの名は価値に乏しい小さな硬貨を意味する古いデンマークの地方言語に由来する。

## 文学作品の舞台としての「ヤンテ（ヤンデ）」
『逃亡者はおのが轍を横切る』の主人公であり語り手でもあるエスペン・アーナゲ（Espen Arnakke）は、ヤンテという架空の町に生まれ、そこに生きる者が自他に課す暗黙の定めとして、モーセの十戒になぞらえた処世訓を紹介している。
ドイツ語版（2019年）の巻末に付された解題によると、ヤンテの名は価値に乏しい小さな硬貨を意味する古いデンマークの地方言語に由来し、作者の故郷であるモースー島（Morsø）のニュークービング（Nykøbing）に対する侮蔑が示唆されているという。
一方で、ヤンテの名はサンデモーセの妻ダウマ（Dagmar）が会話の中で口にしたモースー島方言「一昨日の晩（Ijantegåjaes）」から着想されたという説もある。
ちなみに、エスペンの姓アーナゲは、ニュークービングの北方4キロメートルにあるモースー島東岸地区の通称から採られた（デンマーク測地学協会が定めた公称は「オーナゲ（Årnakke）」）。

## 内容
特に21世紀の日本では、北欧諸国の高福祉政策や平等社会実現に関心が寄せられるとともに、現地の映画や文学から固有の価値規範を汲み取ろうとする傾向が顕著にみられる。しかしながら、専門知識に依拠した分析・紹介として見るべきものはごく少なく、作品情報は歴史的連関から恣意的に切り離された断片情報が各種メディアで流布されているにすぎない。
また一方で、このような均質性への固執は反発をも惹起し、「よりポジティヴなヤンテの掟」という代替案さえ提出されている。
とりわけ一面的な解釈が流通している事例のひとつが、「ヤンテ（ヤンデ）の掟（Janteloven）」と呼ばれる10箇条の禁忌である。この架空の戒律は、デンマーク出身の作家アクセル・サンデモーセがオスロ移住後に書いたノルウェー語小説『逃亡者はおのが轍を横切る』に登場する架空の戒法である。

その条文は以下の通り。

1. 自分がひとかどの人物であると思ってはいけない
2. 自分が我々と同等であると思ってはいけない
3. 自分が我々より賢明と思ってはいけない
4. 自分が我々より優れているという想像を起こしてはいけない
5. 自分が我々より多くを知っていると思ってはいけない
6. 自分が我々を超える者であると思ってはいけない
7. 自分が何事かをなすに値すると思ってはいけない
8. 我々を笑ってはいけない
9. 誰かが自分のことを顧みてくれると思ってはいけない
10. 我々に何かを教えることができると思ってはいけない

## 批判
北欧文化に関心を抱く人々の中には、平等主義を志向する標語としてこの10箇条を肯定的に評価する向きもある。個人が集団内で突出した能力や個性を発揮することなく平均水準に適合することで、価値平等と機会均等に支えられた民主主義社会が実現されるという主張である。
スカンディナヴィア諸国ではヤンテの掟への反抗を掲げる動きもある。このヤンテの掟はいわば「出る杭は打たれる」の空気を作り出すのではないかということだ。
北欧諸国といえば日本では福祉国家というイメージや国連の調査によれば幸福度が高いことで知られているが、人口10万人あたりの自殺率は低いとはいえない国が多くとくにフィンランドは日本に匹敵するレベルである。その自殺が起きる原因がジャンテ・ロウに基づいた職場いじめ等によるものではないかという批判がある。
スウェーデン出身の俳優アレクサンダー・スカルスガルドは、エミー賞とゴールデングローブ賞を同時受賞する快挙を成し遂げたが、このヤンテの掟によって抑圧感を感じ話がしづらかったと話した。
ノルウェーでは2005年、ヤンテの掟は死んだとしてヤンテの掟の墓が建てられた。
デンマーク代表のハンドボール・チームの指導者アニャ・アナスン（Anja Andersen）は、選手を鼓舞する意図で、試合会場で「ヤンテの掟クソ喰らえ（FUCK JANTELOVEN）」という文言を印刷したシャツを着用し、注目を集めている。

さらに女王マグレーデ2世までもが同様のアクションを行っていて、「ヤンテの掟」の相互抑圧的な価値を積極的なメッセージに転換するよう声明を発している。

このような提言を受けて、「ヤンテの掟」をポジティヴに転換した９箇条の改訂版を作成する者（匿名）も現れている。

1. あなた以外の我々があなたのことを信頼していると知らなければならない。
2. 少なくとも4、5人の、あなたに近しい人々が生きているのは、完全にあなたのおかげであることに気づかなければならない。
3. 我々に必要な善良で尊いものがあなたの内にあることを、我々が知っているものと心得なければならない。
4. あなたが人間らしい能力に恵まれていて、我々がそれを正当に評価していることを知らなければならない。
5. 自分は取るに足らない無価値で寂しい人間なのだと感じ、出来損ないのような思いになるとはどのようなものなのかを、あなた以外の我々がわかっているということを知らなければならない。
6. 自分が我々とともにあるということを知らなければならない。
7. 我々にはあなたにしてあげたいことがたくさんあるのだということを知っていなければならない。
8. あなた自身の生活と我々の社会の存続はあなたの貢献如何に負うところ大であると信じなければならない。
9. 我々、すなわちあなたと私は、ともにさまざまなことを成し遂げることができる。